# Dargaud

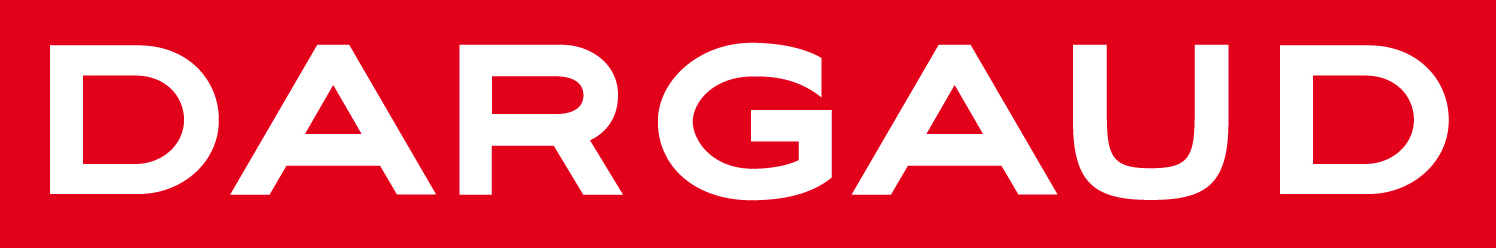
Logo des Verlags

Dargaud ist ein französischer Comicverlag, der unter anderem durch das Comicmagazin Pilote (1959–1989) bekannt wurde. Dargaud gehört seit 1987 zur französisch-belgischen Mediengruppe Média-Participations, zu der unter anderem auch Dupuis und Le Lombard gehören.

## Éditions Dargaud
Georges Dargaud gründete 1943 die Éditions Dargaud als Vertriebs- und Druckhaus. Im Laufe der Zeit diversifizierte sich das Unternehmen. Der Verlag veröffentlichte zwischenzeitlich über 150 Titel, von der Autozeitschrift bis zum Heimwerkermagazin.
1960 kaufte George Dargaud das Comicmagazin Pilote, das einige Monate vorher von René Goscinny, Jean-Michel Charlier und Albert Uderzo gegründet worden war. Unter diesem Label wurden Bestseller wie Asterix, Blueberry und Tanguy & Laverdure veröffentlicht. Innerhalb kurzer Zeit wurden die auflagenstarken Alben und der Verkauf der Lizenzrechte das wichtigste Standbein des Verlags. Mit der Übernahme des Comicmagazins Charlie Mensuel 1982 wurde Dargaud zum seinerzeit größten Comicverlag Europas. 1984 waren 40 % der europäischen Comics von Dargaud, es erschienen über 1500 Titel mit insgesamt über 20 Millionen Exemplaren. 
1987 setzte sich George Dargaud zur Ruhe und verkaufte seine Verlagsgruppe an Média-Participations, die die Titel an katholisch-konservativen Werten auszurichten versuchten. Wichtige Autoren wie Enki Bilal und Philippe Druillet verließen daraufhin den Verlag.

## Groupe Dargaud
Der neue Eigner Média-Participations ordnete die Comicaktivitäten zur Groupe Dargaud, alle comicfremden Titel wurden anderen Sparten des Medienkonzerns zugeordnet. 1992 ging der Verlag Le Lombard in die Gruppe ein, der 1986 ebenfalls gekauft wurde. Neben den Printmedien baut die Groupe Dargaud auf Trickfilme, Merchandising und Multimedia. Dazu kaufte die Gruppe von 1994 bis 2003 einige namhafte Animationsstudios und erlangte somit die Zeichentrickfilm-Rechte für Tim und Struppi, Lucky Luke, Asterix und andere.

## Groupe Dargaud-Lombard-Dupuis
Seit 2004 gehört der übernommene Dupuis-Verlag zur Gruppe. Damit kehrten einige namhafte Autoren zur Gruppe zurück, deren konservative Einstellung sich aufgrund von Rentabilitätsgesichtspunkten gelockert hat. Die Gruppe war seither (wieder) der größte europäische Comicverlag und steuerte 2006 31 % des Umsatzes des Medienkonzerns Média-Participations bei.